# Myskebackarna
Myskebackarna este o arie protejată (arie specială de conservare — SAC, sit de importanță comunitară — SCI) din Suedia întinsă pe o suprafață de 39,6 ha, integral pe uscat.

## Localizare
Centrul sitului Myskebackarna este situat la coordonatele 56°53′42″N 12°49′25″E / 56.895°N 12.8236°E.

## Înființare
Situl Myskebackarna a fost declarat sit de importanță comunitară în ianuarie 1998 pentru a proteja un număr necunoscut de specii din flora spontană și fauna sălbatică aflate în arealul zonei. Situl a fost protejat și ca arie specială de conservare în martie 2011.

## Biodiversitate
Situată în ecoregiunile boreală și continentală, aria protejată conține 4 habitate naturale: Păduri de fag Luzulo-Fagetum, Mlaștini împădurite, Păduri pe pante, grohotișuri și ravene de Tilio-Acerion, Păduri caducifoliate de mlaștină fino-scandinave.
La baza desemnării sitului se află un număr nedeclarat de specii protejate.